# Jardin botanique Roger-Van den Hende

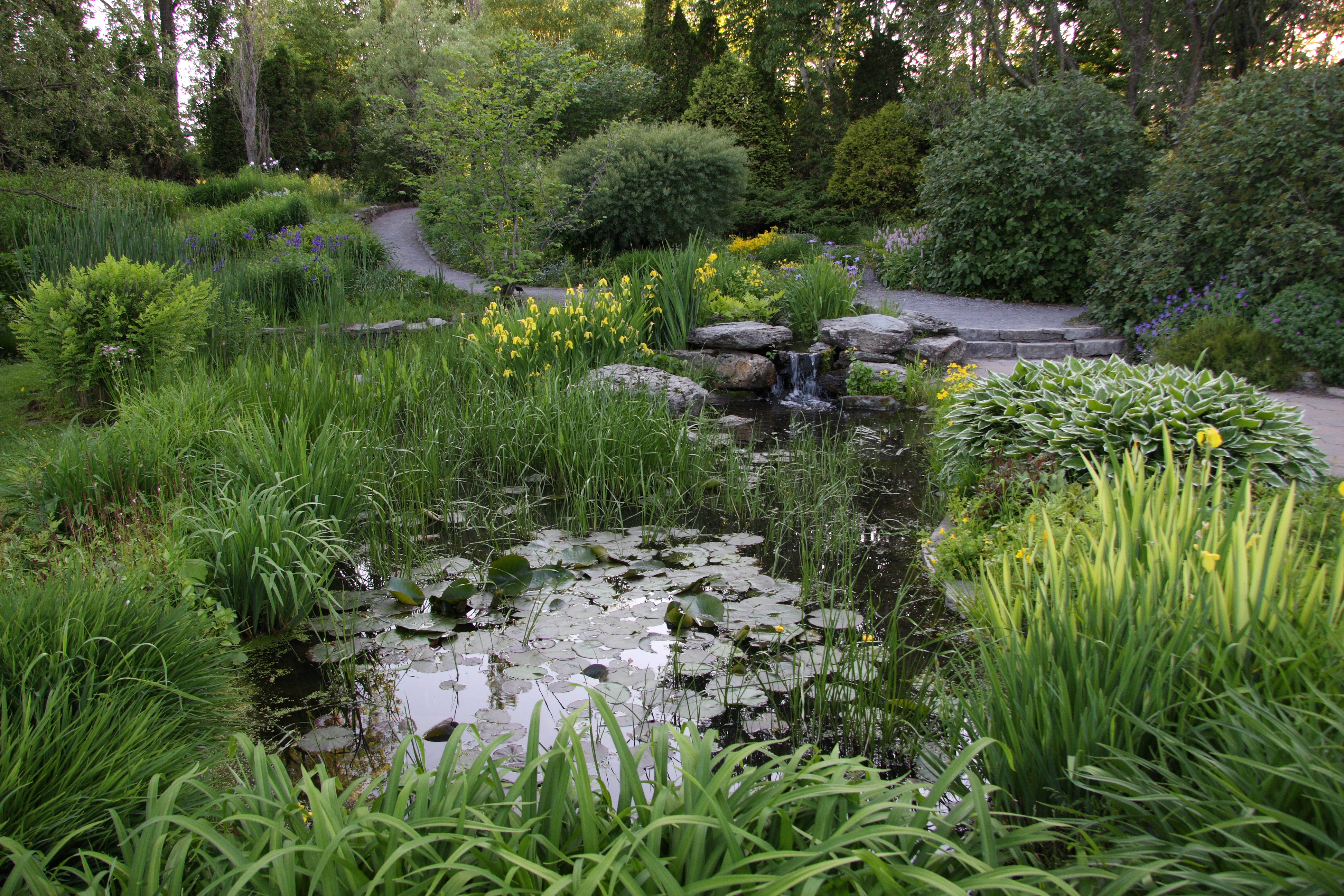
Wassergarten im Botanischen Garten Roger-Van den Hende

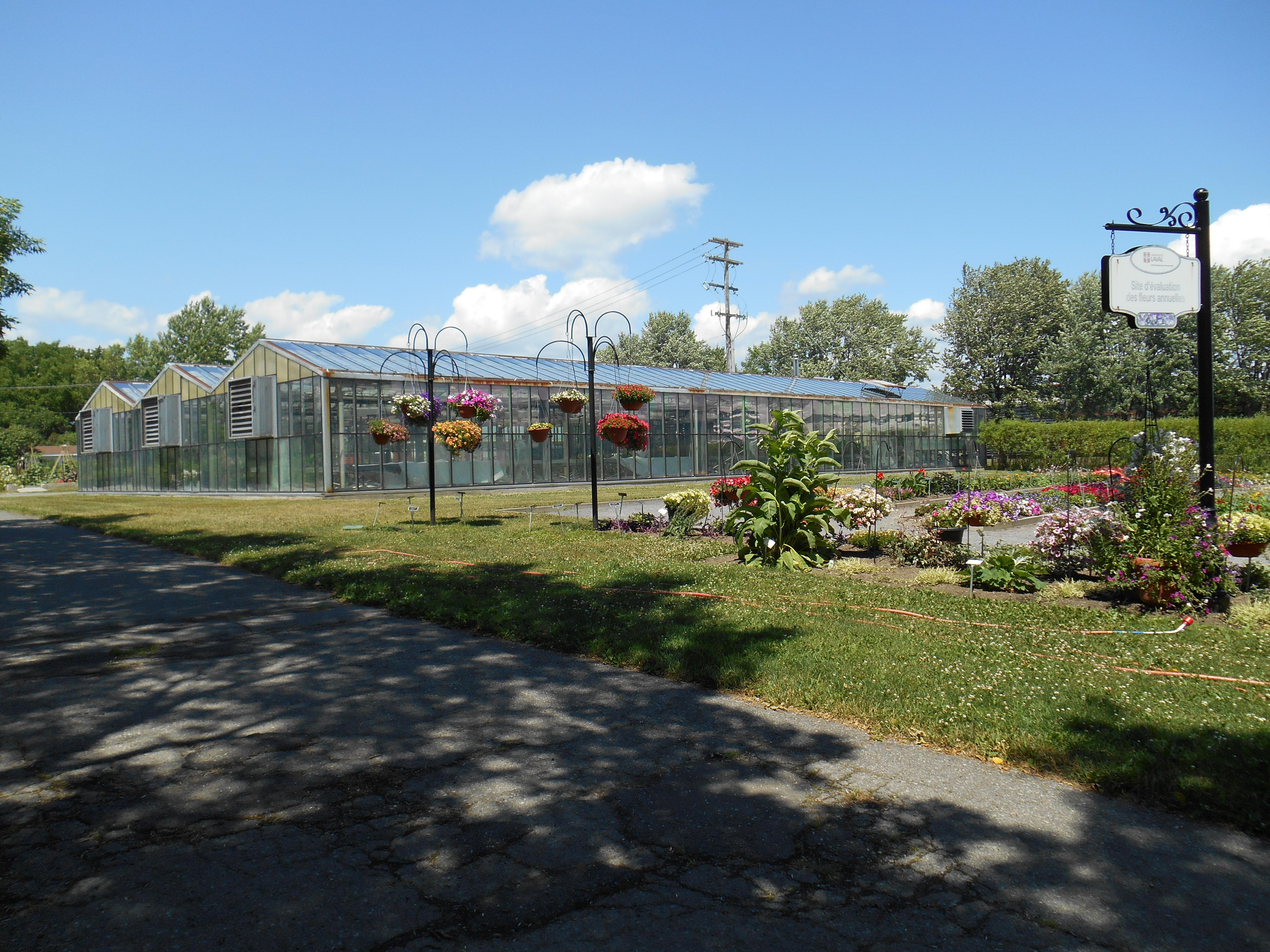
Gewächshäuser

Der Jardin botanique Roger-Van den Hende ist ein botanischer Garten in der kanadischen Stadt Québec. Er befindet sich im Arrondissement Sainte-Foy–Sillery–Cap-Rouge, auf dem Campus der Université Laval. Der sechs Hektar große botanische Garten wurde 1966 eröffnet und zählt rund 4000 verschiedene Arten.

## Geschichte
Die Idee, den Garten anzulegen, geht auf den aus Belgien stammenden Biologieprofessor Roger Van den Hende zurück. Er schlug 1963 dem damaligen Rektor Rolland Poirier vor, einen Schulgarten für Zierpflanzen anzulegen, der von der landwirtschaftlichen Fakultät betreut würde. Mit bescheidenen finanziellen Mitteln ausgestattet, begann Van den Hende 1965 mit dem Aufbau der Sammlung und der Einrichtung einer Baumschule. Der Lehrgarten wurde 1966 eröffnet und befand sich am Rande des neuen Universitätscampus, auf einer früher landwirtschaftlich genutzten Fläche. Als Van den Hende 1975 in Pension ging, benannte die Universität den Garten nach ihm. 1974 errichtete die Linné-Gesellschaft von Québec einen Informationspavillon, vier Jahre später wurde der Garten der Öffentlichkeit zugänglich gemacht. Die offizielle Bezeichnung als botanischer Garten erhielt er im Jahr 2006.

## Beschreibung
Der Garten ist von Anfang Mai bis Ende Oktober täglich geöffnet, der Eintritt ist kostenlos. Jährlich werden rund 50.000 Besucher gezählt. Es wachsen rund 4000 Arten und Cultivare, mit Schwerpunkt auf die Provinz Québec, aber auch aus dem restlichen Amerika, Europa und Asien. Die Pflanzen sind nach ihren Familien geordnet. Es gibt einen Wassergarten, ein Arboretum, ein Herbarium, eine Rhododendren-Sammlung, ein Rosarium und eine Ausstellung einjähriger Pflanzen.